# Pachecoa prismatica
Pachecoa prismatica är en ärtväxtart som först beskrevs av Sesse och José Mariano Mociño, och fick sitt nu gällande namn av Paul Carpenter Standley och Bernice Giduz Schubert. Pachecoa prismatica ingår i släktet Pachecoa och familjen ärtväxter. Inga underarter finns listade i Catalogue of Life.